# Temozolomida
La temozolomida (TMZ), que se vende bajo la marca comercial Temodar, entre otros, es un medicamento que se usa para tratar algunos tumores cerebrales, como el glioblastoma multiforme o el astrocitoma anaplásico. 
Se toma por vía oral o por infusión intravenosa.
Los efectos secundarios más comunes con temozolomida son náuseas, vómitos, estreñimiento, pérdida de apetito, alopecia (pérdida de cabello), dolor de cabeza, fatiga, convulsiones, erupción cutánea, neutropenia o linfopenia (recuento bajo de glóbulos blancos) y trombocitopenia. (recuento bajo de plaquetas en la sangre). Las personas que reciben la solución para infusión también pueden presentar reacciones en el lugar de la inyección, como dolor, irritación, picazón, calor, hinchazón y enrojecimiento, así como hematomas.
La temozolomida es un agente alquilante que se usa como tratamiento de algunos cánceres cerebrales; como tratamiento de segunda línea para el astrocitoma y como tratamiento de primera línea para el glioblastoma multiforme. Olaparib en combinación con temozolomida demostró una actividad clínica sustancial en el cáncer de pulmón de células pequeñas recidivante.

## Usos médicos
En los Estados Unidos, la temozolomida está indicada para el tratamiento de adultos con glioblastoma multiforme recién diagnosticado de forma concomitante con radioterapia y posteriormente como tratamiento de monoterapia; o adultos con astrocitoma anaplásico resistente al tratamiento que experimentaron una progresión de la enfermedad con un régimen farmacológico que contiene nitrosourea y procarbazina.
En la Unión Europea, la temozolomida está indicada para adultos con glioblastoma multiforme recién diagnosticado concomitantemente con radioterapia y posteriormente como tratamiento de monoterapia; o niños a partir de los tres años, adolescentes y adultos con glioma maligno, como glioblastoma multiforme o astrocitoma anaplásico, que muestra recurrencia o progresión después de la terapia estándar.

## Contraindicaciones
La temozolomida está contraindicada en personas con hipersensibilidad a ella o al fármaco similar dacarbazina. No se recomienda el uso de temozolomida en personas con mielosupresión grave.

## Efectos adversos
El efecto secundario más común es la supresión de la médula ósea. Los efectos adversos no hematológicos más comunes asociados con la temozolomida son náuseas y vómitos, que desaparecen por sí solos o se controlan fácilmente con la terapia antiemética estándar. Estos últimos efectos suelen ser de leves a moderados (grado 1 a 2). La incidencia de náuseas y vómitos intensos es de alrededor del 4% cada uno. Los pacientes que tienen antecedentes o antecedentes de vómitos intensos pueden requerir terapia antiemética antes de iniciar el tratamiento con temozolomida. La temozolomida debe administrarse en ayunas, al menos una hora antes de una comida. La terapia antiemética se puede administrar antes o después de la administración de temozolomida.
La temozolomida es genotóxica, teratogénica y fetotóxica y no debe utilizarse durante el embarazo. Las mujeres lactantes deben dejar de amamantar mientras reciben el medicamento debido al riesgo de secreción en la leche materna. Un estudio indicó que las mujeres que tomaron temozolomida sin medidas concomitantes de preservación de la fertilidad lograron un embarazo a una tasa menor más adelante en la vida, pero el estudio fue demasiado pequeño para mostrar significación estadística en la hipótesis de que la temozolomida conferiría un riesgo de infertilidad femenina. En pacientes masculinos, la temozolomida puede tener efectos genotóxicos. Se recomienda a los hombres que no engendren un hijo durante o hasta seis meses después del tratamiento y que busquen asesoramiento sobre la crioconservación de esperma antes del tratamiento, debido a la posibilidad de infertilidad irreversible debido a la terapia con temozolomida.
Muy raramente, la temozolomida puede causar insuficiencia respiratoria aguda o daño hepático.

## Interacciones
Dado que la temozolomida no se metaboliza en el hígado y tiene una baja afinidad por las proteínas plasmáticas, se espera que tenga un bajo potencial de interacciones. Un análisis de los datos de los pacientes no mostró interacciones con una variedad de otros medicamentos; la excepción es el ácido valproico, que ralentiza ligeramente la eliminación de temozolomida del organismo. La combinación del fármaco con otros mielosupresores puede aumentar el riesgo de mielosupresión.

## Farmacología

### Mecanismo de acción
El beneficio terapéutico de la temozolomida depende de su capacidad para alquilar/metilar el ADN, lo que ocurre con mayor frecuencia en las posiciones N-7 u O-6 de los residuos de guanina. Esta metilación daña el ADN y desencadena la muerte de las células tumorales. Sin embargo, algunas células tumorales son capaces de reparar este tipo de daño en el ADN, y por lo tanto disminuyen la eficacia terapéutica de la temozolomida, al expresar una proteína O6-alquilguanina ADN alquiltransferasa (AGT) codificada en humanos por la O-6-metilguanina-ADN metiltransferasa ( gen MGMT). En algunos tumores, el silenciamiento epigenético del gen MGMT impide la síntesis de esta enzima y, como consecuencia, dichos tumores son más sensibles a la destrucción por temozolomida. Por el contrario, la presencia de la proteína AGT en los tumores cerebrales predice una respuesta deficiente a la temozolomida y estos pacientes obtienen pocos beneficios de la quimioterapia con temozolomida.

### Farmacocinética
La temozolomida se absorbe rápidamente y casi por completo en el intestino y penetra fácilmente la barrera hematoencefálica; la concentración en el líquido cefalorraquídeo es el 30% de la concentración en el plasma sanguíneo. La ingesta con alimentos disminuye las concentraciones plasmáticas máximas en un 33 % y el área bajo la curva en un 9 %. Solo el 15% (10-20%) de la sustancia se une a las proteínas del plasma sanguíneo. La temozolomida es un profármaco; se hidroliza espontáneamente a pH fisiológico a 3-metil-(triazen-1-il)imidazol-4-carboxamida (MTIC). MTIC se divide en monometilhidrazina, probablemente el agente de metilación activo, y 5-aminoimidazol-4-carboxamida (AIC). Otros metabolitos incluyen el ácido de temozolomida y sustancias hidrofílicas no identificadas.
La vida media plasmática es de 1,8 horas. La sustancia y sus metabolitos se excretan principalmente a través de la orina.

## Propiedades químicas
La temozolomida es un derivado de la imidazotetrazina. Es ligeramente soluble en agua y ácidos acuosos, y se descompone a 212 °C. Recientemente se descubrió que la temozolomida es un explosivo, asignado provisionalmente como Clase 1 de la ONU.